# Калиф на час (фильм)
«Калиф на час» (англ. Man of the Moment) — британская кинокомедия 1955 года.

## Сюжет
Норман — незадачливый клерк в канцелярии министерства иностранных дел. К тому же он помешан на фотографиях кинозвезды Сони. Однажды британская делегация собирается на конференцию в Женеву, чтобы решить вопрос с размещением на одном из островов государства Таваки своей военно-морской базы. Поскольку начальник канцелярии внезапно заболел, а его заместитель в отпуске, делегаты решают взять Нормана с собой в качестве секретаря…

## В ролях
- Норман Уиздом — Норман
- Лана Моррис — Пенни
- Белинда Ли — Соня
- Джерри Десмонд — Джексон
- Карел Штепанек — Лом
- Гарри Марш — британский делегат
- Эвелин Робертс — сэр Хорас
- Вайолет Фэрбразер — королева Таваки